# Ommatostolidea
Ommatostolidea là một chi bướm đêm thuộc họ Noctuidae.